# 1892年至1893年英格蘭足總盃
1892/93球季英格蘭足總盃（英語：FA Cup），是第22屆英格蘭足總盃，今屆賽事的冠軍是狼隊，他們在決賽以1:0擊敗愛華頓，奪得冠軍。本屆賽事在科路菲特球場舉行。
賽事首次在科路菲特球場，亦是歷史上的唯一一次。

## 外部連結
1. 英格蘭足總盃官網Archive-It的存檔，存档日期2012-04-24
2. 英格蘭足總盃 歷屆冠軍（页面存档备份，存于）